# Tukulor

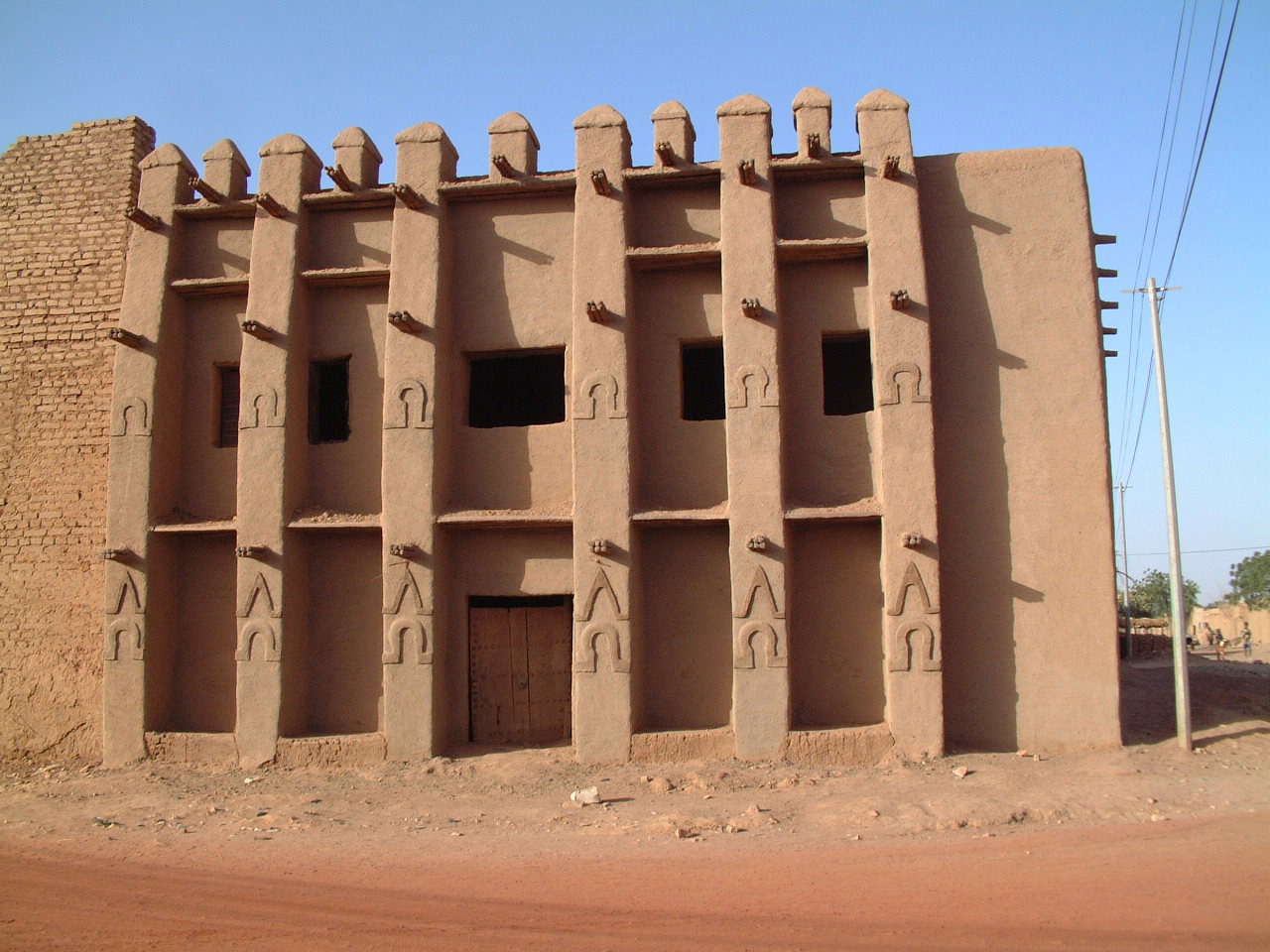
Tukulor-Haus

Tukulor (auch Tukulör, Tokolor, Toucouleur, Tekarir oder Takarir) ist der Name einer hauptsächlich im Norden Senegals, im Westen Malis und im Süden Mauretaniens ansässigen Ethnie mit insgesamt über 800.000 Angehörigen. Die Tukulor sprechen Pulaar, ebenso wie die Fulbe, die französisch auch Peul genannt werden. Wegen der gemeinsamen Sprache werden beide als Halpulaaren zusammengefasst. Wesentlicher Unterschied zwischen beiden Ethnien liegt darin, dass die Tukulor traditionell sesshaft waren und von Ackerbau lebten, während die Peul traditionell ein nomadisches Volk waren und Viehzucht betrieben haben.

## Wirtschaft und Gesellschaft
Die wirtschaftliche Grundlage der hauptsächlich im Süden Mauretaniens und Norden Senegals am Unterlauf des Senegalflusses ansässigen Tukulor ist der Anbau von Sorghumhirse, der durch Viehzucht ergänzt wird. Große Teile der Bevölkerung verdienen sich jedoch heute ihren Lebensunterhalt in den urbanen Zentren, wo sie zum Teil Schlüsselpositionen in der Verwaltung einnehmen. Die Tukulor bekennen sich seit dem 11. Jahrhundert zum Islam, auf diese lange religiöse Tradition sind sie stolz. Polygamie ist auch am Anfang des 21. Jahrhunderts verbreitet, etwa 20 Prozent der Männer haben mehr als eine Frau, was auf Wohlstand und einen höheren sozialen Rang hinweist. Für die niedrigen Gesellschaftsschichten der Handwerker und ehemaligen Sklaven ist dies aus wirtschaftlichen Gründen jedoch unmöglich. Auf dem Land leben oft drei Generationen, bestehend aus vielen Personen, miteinander in einem Hof.

## Geschichte
Die Tukulor stellten wahrscheinlich die Kernbevölkerung des spätestens im frühen Mittelalter gegründeten Reichs Tekrur (auch Takrur), in dem sie im 11. und 12. Jahrhundert die politische Vorherrschaft innehielten und von dem sich auch vermutlich ihr Name ableitet.
Das bis zum 14. Jahrhundert den Süden Mauretaniens und Osten Senegals beherrschende, im 15. Jahrhundert zu den Wolof-Staaten gehörende Tekrur zog seinen Reichtum aus dem Handel und war bereits im 11. Jahrhundert islamisiert worden. Im 19. Jahrhundert errangen die Tukulor im Dschihad der Fulbe unter ideologischer Leitung der torobe genannten religiösen Führer in weiten Teilen Westafrikas die politische Vorherrschaft. Der bekannteste Eroberer, Al-Haddsch Omar aus Fouta Toro, unterwarf ein riesiges Gebiet, das jedoch nach seinem Tod 1864 von seinen Nachfolgern nicht erhalten werden konnte. Das Segu-Tukulor-Reich erstreckte sich über die heutigen Staaten Mauretanien, Senegal und Mali. Mit Beginn der Kolonialherrschaft verloren die Tukulor Ende des 19. Jahrhunderts jedoch die politische Vormachtstellung in der Region.